# Bec de tisora americà
El bec de tisora americà (Rynchops niger) és una espècie d'ocell de la família dels làrids (Laridae) que habita costes, illes costaneres i rius tropicals a la llarga de la costa del sud dels Estats Units, cap al sud fins a Oaxaca i l'estat de Tabasco i gran part d'Amèrica del Sud, als rius i costes, fins a l'Equador i el nord de l'Argentina.